# Sieben-Schmerzen-Kapelle (Gelsenkirchen)

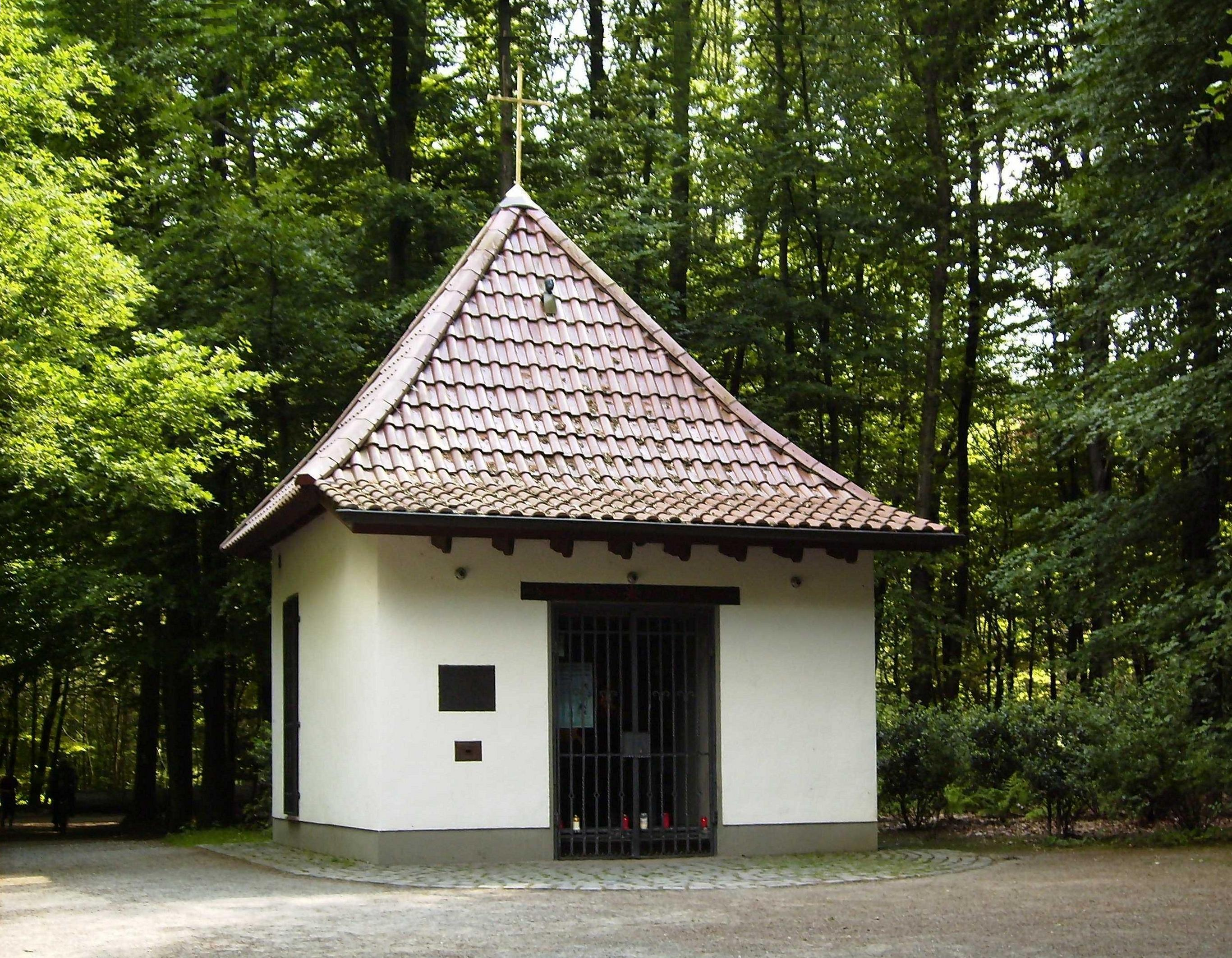
Sieben-Schmerzen-Kapelle

Die Sieben-Schmerzen-Kapelle ist eine Marien-Kapelle im Westerholter Wald (Löchterheide) in Gelsenkirchen-Buer. Das 1723 errichtete und 1948 erneuerte kleine Gotteshaus mit dem Patrozinium der Schmerzen Mariens gehört zur Gemeinde St. Mariä Himmelfahrt innerhalb der Pfarrei St. Urbanus. Es wird bis heute für Prozessionen und Gottesdienste unter freiem Himmel und zur privaten Andacht genutzt. Seit 2008 befindet sich neben der Kapelle der Stationenweg Via Matris („Leidensweg der Mutter“) mit Bronzetafeln von H. Schilcher (Oberammergau).

## Geschichte
Die Kapelle wurde 1723 von der Westerholter Gräfin Henrika von Aschebroick zu Schönebeck gestiftet, vielleicht zum Gedenken an ihren Mann, der 1707 im Alter von 50 Jahren gestorben war. In Buer heißt es dagegen, die Kapelle spiegele das schlechte Gewissen der Westerholter wegen der Enthauptung der Anna Spiekermann im Jahre 1706 wider, während in Westerholt ein Bezug zu einem blutigen Streit um Weiderechte zwischen den Gütern Westerholt und Berge im Jahr 1564 hergestellt wird.
Zugleich mit dem Kapellenbau ordnete Henrika von Aschebroick eine jährliche Hagelprozession für Dorf und Gutsangehörige an, die bis heute am zweiten Sonntag nach Fronleichnam gehalten wird. Nach den Wirren des Siebenjährigen Kriegs kam eine jährliche Dankprozession hinzu.
1940 wurde die Kapelle bei einem Orkan von umstürzenden Bäumen schwer beschädigt. Mitglieder der Kolpingsfamilie stellten sie 1948 wieder her. Seither ist sie immer wieder Schauplatz größerer liturgischer Feiern, so mit den Bischöfen Franz Hengsbach (1973), Heinrich Tenhumberg (1974), Reinhard Lettmann (1985), Hubert Luthe (1999), Felix Genn (2004) und Franz-Josef Overbeck (2010).
In den 1990er Jahren machten Feuchtigkeitsschäden eine Grundsanierung erforderlich. Ein 1998 gegründeter Förderverein führte die Arbeiten durch. Am 16. September 2001 weihte der Generalprior des Servitenordens Hubert M. Moons die Kapelle neu. Die Einweihungsfeier für den Stationenweg am 14. September 2008 leitete Servitenprovinzial Gottfried M. Wolff.

## Kapelle
Die Kapelle ist ein schlichter, weiß verputzter, quadratischer Bau mit altarseitig abgeschrägten Ecken und ziegelgedecktem Pyramidendach. Seit der letzten Sanierung besitzt sie einen neuen Altar, eine holzgeschnitzte Pietà und bemerkenswerte moderne Buntglasfenster. Anlässlich des 300-Jahr-Jubiläums soll bis 2023 in unmittelbarer Nähe ein gleich hoher Glockenturm gebaut werden. Die Glocken stammen laut vorgenanntem Zeitungsbericht aus Gescher, gemeint ist die dortige Glockengießerei Petit & Gebr. Edelbrock.

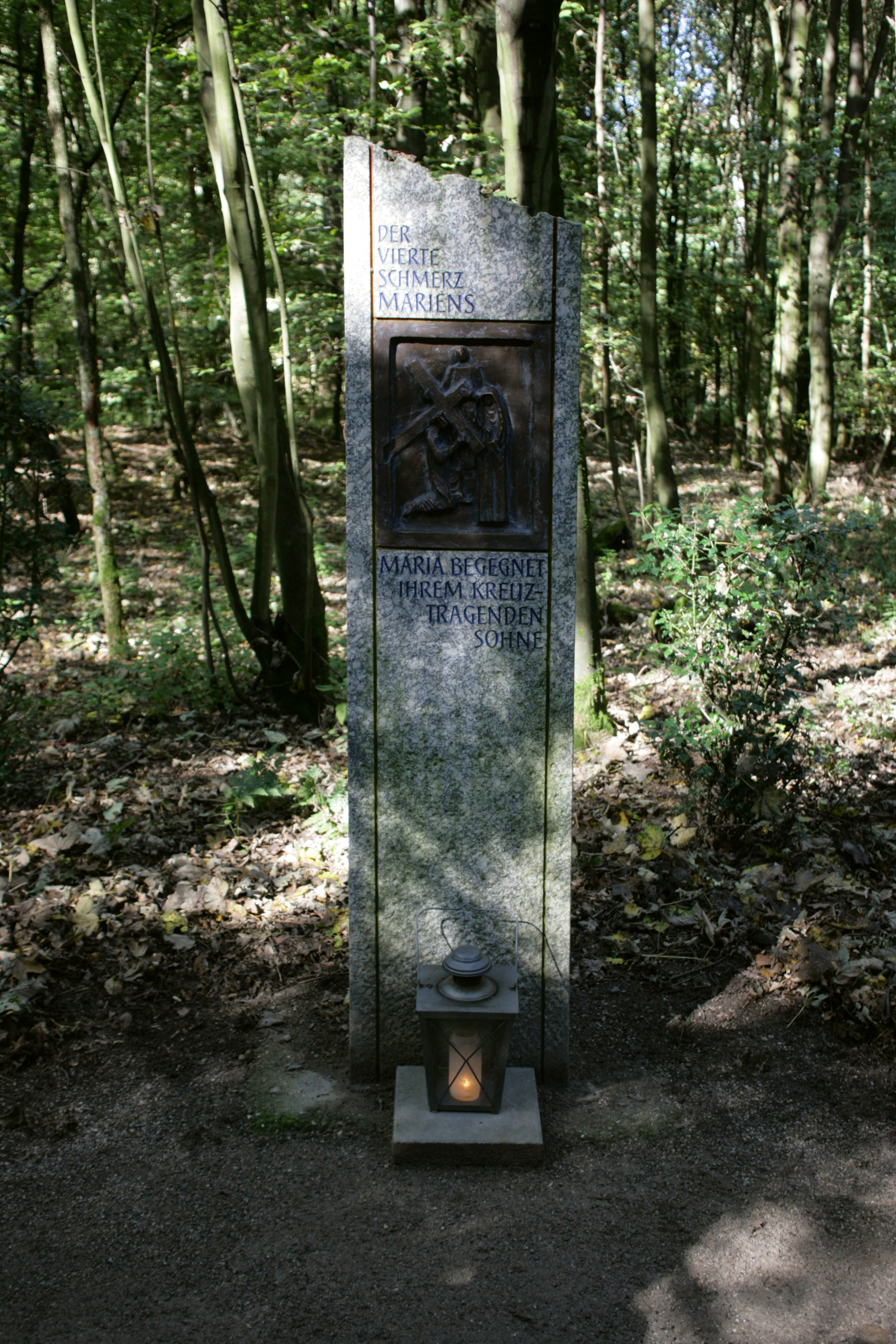
Leidensweg Mariens, Station IV

## Stationenweg
Der Stationenweg Via Matris umfasst auf 70 Metern Länge sieben Granitstelen. Die darin eingelassenen Bronzereliefs von Schilcher zeigen die sieben Schmerzen der Maria um ihren Sohn.